# Sericocoma capensis
Sericocoma capensis är en amarantväxtart som beskrevs av Horace Bénédict Alfred Moquin-Tandon. Sericocoma capensis ingår i släktet Sericocoma och familjen amarantväxter. Inga underarter finns listade i Catalogue of Life.